# Sissa
Sissa är en ort och frazione i kommunen Sissa Trecasali i provinsen Parma i regionen Emilia-Romagna i Italien. 
Sissa upphörde som kommun den 1 januari 2014 och bildade med den tidigare kommunen Trecasali den nya kommunen Sissa Trecasali. Den tidigare kommunen hade 4 230 invånare (2013).